# Carollia castanea
Carollia castanea är en fladdermusart som beskrevs av Harrison Allen 1890. Carollia castanea ingår i släktet Carollia och familjen bladnäsor. IUCN kategoriserar arten globalt som livskraftig. Inga underarter finns listade i Catalogue of Life.
Denna fladdermus förekommer i Centralamerika och norra Sydamerika från Honduras till regionen Guyana och till Bolivia. Arten föredrar regnskogar som habitat och hittas även i andra områden.
Individerna äter vanligen frukter, ofta från pepparväxter. De är aktiva på dagen. De flesta ungarna föds under våren och sensommaren.